# Irena Augustyniak

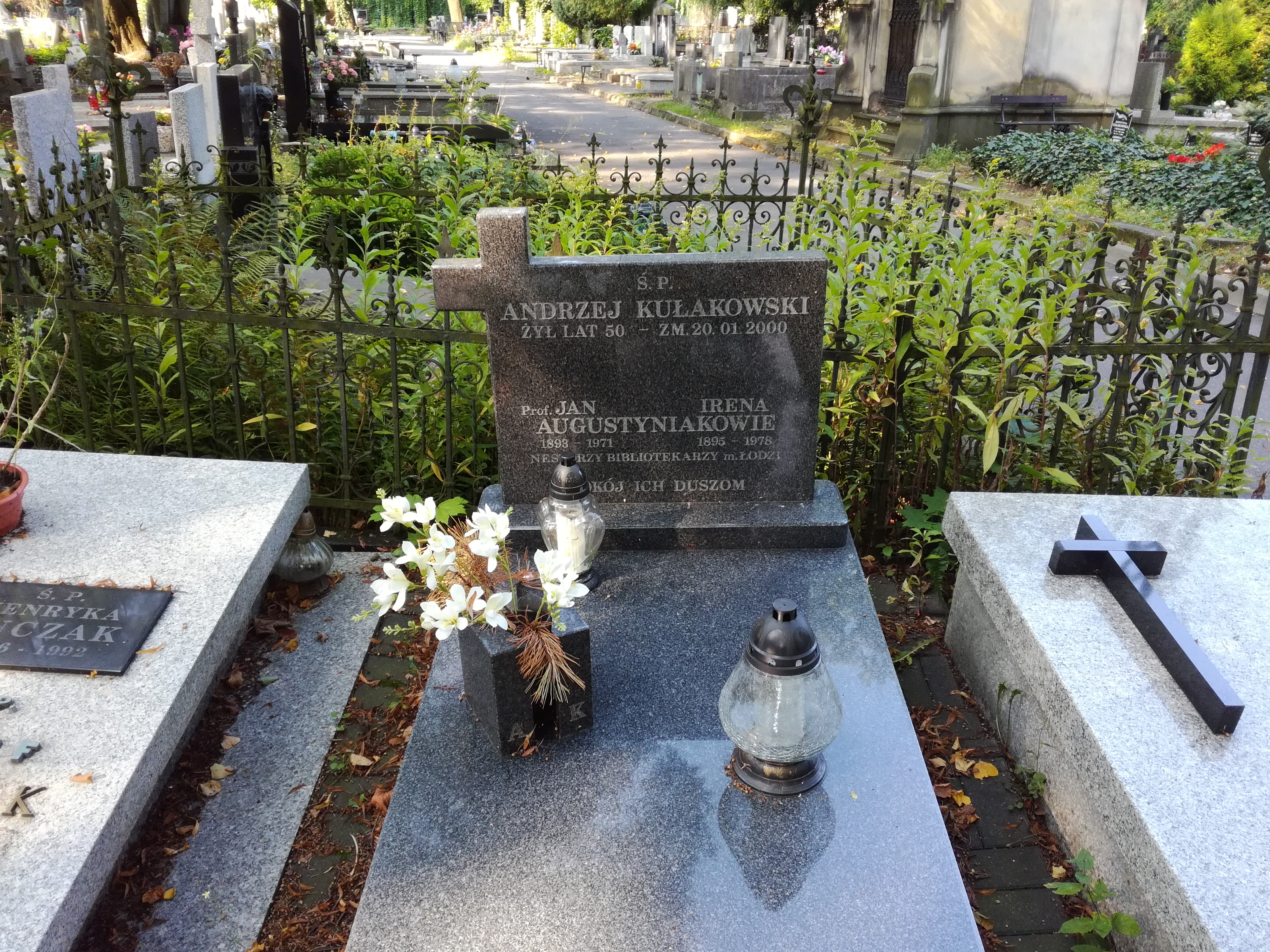
Grób Jana i Ireny Augustyniaków na Starym Cmentarzu w Łodzi

Irena Karolina Augustyniak (ur. 18 października 1895 w Łodzi, zm. 12 grudnia 1978 tamże) – polska bibliotekarka, kierująca i zarządzająca Biblioteką Główną Politechniki Łódzkiej w latach 1958–1963.

## Życiorys
Urodziła się w 1895 roku w Łodzi. Od 1909 roku do wybuchu I wojny światowej pracowała jako laborantka w Widzewskiej Fabryce Nici. Jednocześnie była drużynową w tajnym harcerstwie oraz prowadziła naukę czytania i historii Polski dla pracujących w fabryce kobiet. Po wojnie została zatrudniona jako kierownik Oddziału Oświaty Pozaszkolnej w Wydziale Kultury i Oświaty Magistratu miasta Łodzi. W latach 1921–1922 brała udział w kursach bibliotekarskich, organizowanych przez Związek Zawodowy Bibliotekarzy Polskich w Łodzi. W 1927 roku złożyła egzamin dojrzałości i rozpoczęła naukę na wydziale pedagogicznym Wolnej Wszechnicy Polskiej w Warszawie. W 1934 roku ukończyła studium, po zdaniu egzaminu końcowego z zakresu bibliotekarstwa i czytelnictwa. W latach 1929–1933 pracowała nad tworzeniem katalogu działowego Biblioteki Pedagogicznej Kuratorium Szkolnego w Łodzi, zorganizowała także biblioteki we wszystkich gminach powiatu łódzkiego oraz w pułkach Garnizonu Łódzkiego.
Po wybuchu II wojny światowej znalazła się w Warszawie i do chwili kapitulacji stolicy uczestniczyła jako sanitariuszka w jej obronie. We wrześniu wraz z całą rodziną została osadzona w więzieniu na Radogoszczu, a następnie wywieziona do obozu w Krakowie. Po opuszczeniu obozu zajmowała się tajnym nauczaniem, organizacją kolportażu prasy podziemnej czy zapewnianiem opieki materialnej dla osób poszkodowanych w związku z działaniami wojennymi. Została ranna w wyniku wybuchu bomby, w czerwcu 1945 roku wróciła do Łodzi.
W latach 1945–1957 podejmowała aktywne działania związane z pracą oświatową i działalnością bibliotekarską. Organizowała kursy dokształcające zawodowo dla młodzieży pracującej w zakładach przemysłu odzieżowego. Od 1952 roku podjęła pracę w Bibliotece Instytutu Medycyny Pracy w Łodzi – współorganizowała bibliotekę i w 1957 roku nią kierowała.
1 listopada 1957 roku Irena Augustyniakowa rozpoczęła pracę na stanowisku kustosza w Bibliotece Głównej Politechniki Łódzkiej. Od 1 marca 1958 roku pracowała na stanowisku „Kierującej i Zarządzającej Biblioteką”, mimo że osiągnęła wiek emerytalny i upływał termin jej umowy o pracę. Na jej dalsze zatrudnienie, na prośbę władz uczelni, wyraził zgodę Minister Szkolnictwa Wyższego. W okresie kierowania biblioteką przez Irenę Augustyniakową udało się formalnie zatwierdzić strukturę Biblioteki PŁ i utworzono Dział Opracowania Zbiorów, opracowano także pierwszą „Bibliografię dorobku piśmienniczego pracowników PŁ”. Wzrosła także aktywność zespołu w zakresie publikowania. W 1959 roku kierująca nadzorowała przeprowadzkę Biblioteki do nowych pomieszczeń w budynku Wydziału Włókiennictwa PŁ. W końcu lutego 1964 roku ostatecznie pożegnała się z pracą w Politechnice Łódzkiej. Zmarła w 1978 roku. Została pochowana na Starym Cmentarzu w Łodzi.
Mężem Ireny Augustyniak był bibliotekarz, profesor Uniwersytetu Łódzkiego – Jan Augustyniak.

## Ordery i odznaczenia
- Krzyż Walecznych (1944)
- Złoty Krzyż Zasługi z Mieczami (1944)
- Medal Niepodległości (27 czerwca 1938)[3]
- Srebrny Krzyż Zasługi (9 listopada 1931)[4]
- Odznaka Pamiątka POW
- Krzyż Legionowy
- Złota Odznaka ZNP (1964)
- Odznaka Pamiątkowa 28 Pułku Strzelców Kaniowskich
- Odznaka Pamiątkowa 31 Pułku Strzelców Kaniowskich
- Honorowa Odznaka Miasta Łodzi (1964)
- Honorowa Odznaka Stowarzyszenia Bibliotekarzy Polskich[5]